# Maguda immundalis
Maguda immundalis är en fjärilsart som beskrevs av Walker 1865. Maguda immundalis ingår i släktet Maguda och familjen nattflyn. Inga underarter finns listade i Catalogue of Life.